# Daigo Hara
Daigo Hara (* 24. Dezember 1974 in Sapporo) ist ein ehemaliger japanischer Freestyle-Skier. Er startete in den Buckelpisten-Disziplinen Moguls und Dual Moguls.

## Werdegang
Hara startete im Februar 1992 in Inawashiro erstmals im Weltcup, wobei er den 33. Platz errang und kam bei den Internationalen Jugendmeisterschaften 1994 in Laajavuori auf den sechsten Platz im Moguls-Wettbewerb. In den folgenden Jahren belegte er bei den Weltmeisterschaften 1995 in La Clusaz den 33. Platz, bei den Weltmeisterschaften 1997 im Iizuna Kōgen Sukī-jō den 11. Rang und bei den Olympischen Winterspielen 1998 in Nagano den 15. Platz im Moguls. Zudem erreichte er in der Saison 1995/96 in Tignes mit dem siebten Platz im Moguls seine beste Platzierung im Weltcup und zum Saisonende mit dem 58. Platz im Gesamtweltcup sowie mit dem 18. Rang im Moguls-Weltcup seine besten Gesamtergebnisse. Letztmals international startete er bei den Weltmeisterschaften 1999 in Meiringen-Hasliberg. Dort sprang er auf den 24. Platz im Moguls und auf den 17. Rang im Dual Moguls.

## Teilnahmen an Weltmeisterschaften und Olympischen Winterspielen

### Olympische Spiele
- 1998 Nagano: 15. Platz Moguls

### Weltmeisterschaften
- 1995 La Clusaz: 33. Platz Moguls
- 1997 Iizuna Kōgen: 11. Platz Moguls
- 1999 Meiringen-Hasliberg: 17. Platz Dual Moguls, 24. Platz Moguls

## Weltcup-Gesamtplatzierungen
Hara nahm an 42 Weltcups teil und erreichte vier Top-Zehn-Platzierungen.
| Saison  | Gesamt | Gesamt | Moguls | Moguls | Dual Moguls | Dual Moguls |
| Saison  | Punkte | Platz  | Punkte | Platz  | Punkte      | Platz       |
| ------- | ------ | ------ | ------ | ------ | ----------- | ----------- |
| 1991/92 | –      | –      | 4      | 53.    | –           | –           |
| 1994/95 | 13     | 83.    | 88     | 31.    | –           | –           |
| 1995/96 | 34     | 58.    | 276    | 18.    | 44          | 24.         |
| 1996/97 | 21     | 82.    | 84     | 34.    | 48          | 30.         |
| 1997/98 | 6      | 103.   | 28     | 44.    | 4           | 42.         |